# Jenna Ushkowitz
Jenna Noelle Ushkowitz (28. travnja 1986.) je američka glumica i pjevačica korejskog podrijetla. Najpoznatija je po ulozi Tine Cohen-Chang u TV seriji "Glee".